# Konstantin Koutek
Konstantin Koutek (25. října 1909 Praha – květen 1983) byl český a československý sportovní plavec a pólista, účastník olympijských her v roce 1936.
Závodnímu plavání a vodnímu pólu se věnoval od roku 1922 v pražském plaveckém klubu APK Praha. V plavání se specializoval na dlouhé tratě (lidově "dálkoplaz"). Vyhrál několikrát populární pražský závod Napříč Prahou. Jako vodní pólista hrál na klíčovém postu středního obránce (spielmacher hry).
Od roku 1925 byl při svém nízkém věku oporou klubu a reprezentace. Shodou okolností však přišel o start na olympijských hrách v Amsterdamu v roce 1928. Vyjel si s přáteli v létě na vodu a nedorazil včas na sraz reprezentace před nominačním přátelským zápasem s Maďarskem. Za toto nezodpovědné chování ho vedení týmu vyloučilo jako klíčového hráče z předběžné nominace. Slabší disciplína byla i důvodem proč ho vojáci poslali na základní vojenskou službu až na druhý konec republiky do Košic. V roce 1932 kvůli omezenému rozpočtu Československého olympijského výboru na olympijských hrách v Los Angeles nestartoval. Startu na olympijských hrách se dočkal až v roce 1936, kde s pólisty nepostoupil ze základní skupiny.
S pólisty startoval na třech mistrovství Evropy – 1927, 1931 a 1934. Jako plavec startoval na premiérovém mistrovství Evropy v plavání v maďarské Budapešti. Na 400 m volný způsob postoupil rozplaveb do finále, kde obsadil poslední 7. místo. Na 1500 m postup zopakoval, ale ve finále obsadil předposlední 6. místo. Na mistrovství Evropy v italské Bologni v roce 1927 a na 400 m volný způsob postoupil z rozplaveb do finále, ale později finálový závod nedokončil.
V roce 1938 přestoupil z APK Praha do AC Sparta Praha na pozici hrajícího trenéra. Aktivní sportovní kariéru ukončil v roce 1947. Věnoval se především trenérské práci.
V roce 1935 se oženil s dcerou Jaroslava Petrboka Stellou.
Zemřel v roce 1983 na konci května. Bylo mu 73 let.